# 拉罗亚
拉罗亚，是西班牙安达卢西亚自治区阿尔梅里亚省的一个市镇。 总面积22km2, 总人口107人（2001年），人口密度5人/km2。